# Canadian Open 1973
Die Canada Open 1973 im Badminton fanden vom 7. bis zum 10. März 1973 in Toronto statt.

## Sieger und Platzierte
| Disziplin    | Gold                            | Silber                                          | Bronze                          |
| ------------ | ------------------------------- | ----------------------------------------------- | ------------------------------- |
| Herreneinzel | Jamie Paulson                   | Bruce Rollick                                   | Jim Poole                       |
| Herreneinzel | Jamie Paulson                   | Bruce Rollick                                   | Ray Stevens                     |
| Dameneinzel  | Nancy McKinley                  | Margaret Beck                                   | Alison Ridgway                  |
| Dameneinzel  | Nancy McKinley                  | Margaret Beck                                   | Jane Youngberg                  |
| Herrendoppel | Jamie Paulson Yves Paré         | Raphi Kanchanaraphi Channarong Ratanaseangsuang | Mike Tredgett Ray Stevens       |
| Herrendoppel | Jamie Paulson Yves Paré         | Raphi Kanchanaraphi Channarong Ratanaseangsuang | Rolf Paterson Bruce Rollick     |
| Damendoppel  | Margaret Beck Joke van Beusekom | Judi Rollick Mimi Nilsson                       | Jane Youngberg Marjory Shedd    |
| Damendoppel  | Margaret Beck Joke van Beusekom | Judi Rollick Mimi Nilsson                       | Alison Ridgway Sandra Stevenson |

## Finalresultate
| Disziplin    | Sieger                          | Finalist                                        | Ergebnis           |
| ------------ | ------------------------------- | ----------------------------------------------- | ------------------ |
| Herreneinzel | Jamie Paulson                   | Bruce Rollick                                   | 15–12, 15–8        |
| Dameneinzel  | Nancy McKinley                  | Margaret Beck                                   | 2–11, 11–8, 11–7   |
| Herrendoppel | Jamie Paulson Yves Paré         | Raphi Kanchanaraphi Channarong Ratanaseangsuang | 9–15, 15–10, 15–12 |
| Damendoppel  | Margaret Beck Joke van Beusekom | Judi Rollick Mimi Nilsson                       | 15–12, 15–12       |